# 上巴尔尼姆
上巴尔尼姆（德語：Oberbarnim）是德国勃兰登堡州的市镇，隶属于梅尔基施-奥得兰县。总面积为52.57平方千米，截至2023年12月31日总人口为2,026人。